# Vipphirs

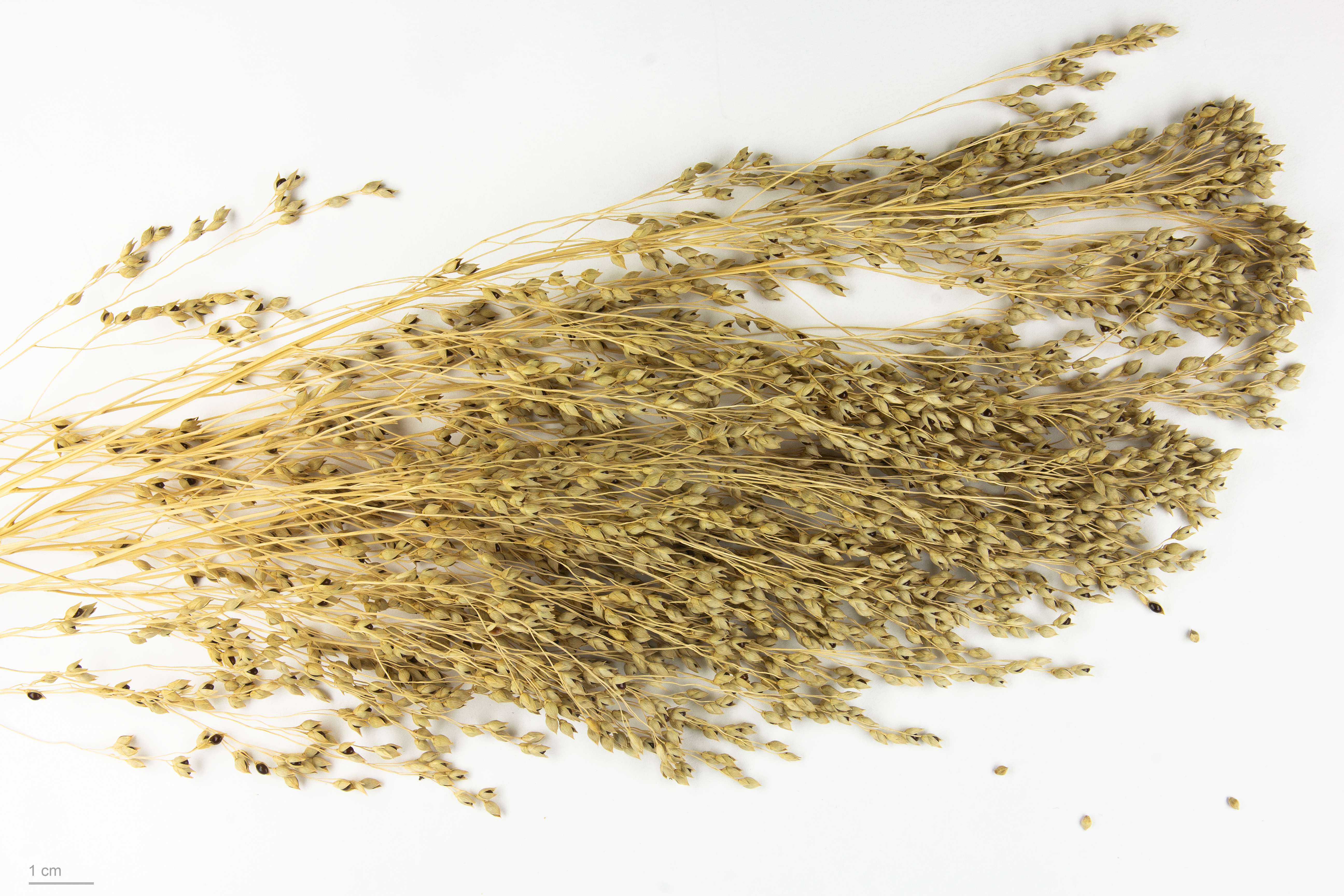
Panicum miliaceum

Vipphirs, vanlig hirs eller hirs (Panicum miliaceum) är en växtart i familjen gräs.